# Triptyque des Monts et Châteaux
A Triptyque des Monts et Châteaux  (Tríptico de Montes e Castelos)  é uma carreira ciclista por etapas belga, limitada a corredores sub-23, que se disputa no mês de abril.
Criada em 1996 foi uma carreira amadora até à criação dos Circuitos Continentais UCI em 2005 fazendo parte do UCI Europe Tour, dentro da categoria 2.2 (última categoria do profissionalismo). É das poucas carreiras com limitação de idade que não têm uma "U" ou uma ".Ncup" (Copa das Nações UCI) indicativa de tal circunstância em seu número de categoria.
Sempre tem tido 3 ou 4 etapas, desde 2002 3 etapas com a segunda de duplo sector.

## Palmarés
| Ano                   | Vencedor           | Segundo                      | Terceiro              |
| --------------------- | ------------------ | ---------------------------- | --------------------- |
| edições amador        |                    |                              |                       |
| 1996                  | Davy Dubbeldam     | Danny Van der Massen         | Edward Farenhout      |
| 1997                  | Michel Vermote     | Christophe Coppieters        | Guy Van Broekhoven    |
| 1998                  | Marcel Duijn       | Geoffrey Demeyere            | Jehudi Schoonacker    |
| 1999                  | Mathew Hayman      | Marc Goetschalckx            | Stephan Schreck       |
| 2000                  | Stijn Devolder     | Erwin Van Der Auwera         | Vincent van der Kooij |
| 2001                  | Andrey Kashechkin  | Kevin De Weert               | Sébastien Rosseler    |
| 2002                  | Sébastien Rosseler | Michail Viktorovich Timoshin | Johan Vansummeren     |
| 2003                  | Sébastien Rosseler | Jurgen Van Den Broeck        | Niels Scheuneman      |
| 2004                  | Thomas Dekker      | Bas Giling                   | Rory Sutherland       |
| edições profissionais |                    |                              |                       |
| 2005                  | Marc de Maar       | Heath Blackgrove             | Benoît Sinner         |
| 2006                  | Lars Boom          | Dmitry Kozonchuk             | Huub Duyn             |
| 2007                  | Tom Leezer         | Martijn Maaskant             | Kevyn Ista            |
| 2008                  | Thomas De Gendt    | Jan Bakelants                | Sven Van Den Houte    |
| 2009                  | Kris Boeckmans     | Romain Zingle                | Jan Ghyselinck        |
| 2010                  | Jetse Bol          | Taylor Phinney               | Wilco Kelderman       |
| 2011                  | Tom Dumoulin       | Jonathan Dufrasne            | Vegard Stake Laengen  |
| 2012                  | Bob Jungels        | Ivar Slik                    | Marc Goos             |
| 2013                  | Fábio Silvestre    | Lawson Craddock              | Jeroen Lepla          |
| 2014                  | Owain Doull        | Tiesj Benoot                 | Alex Kirsch           |
| 2015                  | Lilian Calmejane   | Owain Doull                  | Maxime Farazijn       |
| 2016                  | Mads Würtz         | Jonathan Dibben              | Maximilian Schachmann |
| 2017                  | Jasper Philipsen   | Edward Dunbar                | Neilson Powless       |
| 2018                  | Jasper Philipsen   | Stan Dewulf                  | William Barta         |
| 2019                  | Mikkel Bjerg       | Ian Garrison                 | Thomas Pidcock        |
| 2022                  | Enzo Paleni        | Per Strand Hagenes           | Stian Fredheim        |

## Palmarés por países
| País          | Vitórias |
| ------------- | -------- |
| Países Baixos | 8        |
| Bélgica       | 8        |
| Dinamarca     | 2        |
| Austrália     | 1        |
| Cazaquistão   | 1        |
| Luxemburgo    | 1        |
| Portugal      | 1        |
| Reino Unido   | 1        |
| França        | 1        |